# Floyd (Iowa)
Floyd is een plaats (city) in de Amerikaanse staat Iowa, en valt bestuurlijk gezien onder Floyd County.

## Demografie
Bij de volkstelling in 2000 werd het aantal inwoners vastgesteld op 361. In 2006 is het aantal inwoners door het United States Census Bureau geschat op 342, een daling van 19 (-5,3%).

## Geografie
Volgens het United States Census Bureau beslaat de plaats een oppervlakte van 1,5 km², geheel bestaande uit land. Floyd ligt op ongeveer 325 m boven zeeniveau.

## Plaatsen in de nabije omgeving
De onderstaande figuur toont nabijgelegen plaatsen in een straal van 20 km rond Floyd.